# Hiệp hội Bảo hiểm Tiền gửi Quốc tế
Hiệp hội Bảo hiểm Tiền gửi Quốc tế (tiếng Anh: International Association of Deposit Insurers, viết tắt: IADI) được thành lập vào ngày 6 tháng 5 năm 2002 với mục đích chia sẻ kinh nghiệm bảo hiểm tiền gửi với thế giới và đóng góp vào sự ổn định của hệ thống tài chính như là một chuẩn mực cho bảo hiểm tiền gửi với các thành viên toàn cầu. IADI là một tổ chức phi lợi nhuận được thành lập theo Luật Thụy Sĩ và là một pháp nhân riêng biệt có trụ sở tại Ngân hàng Thanh toán Quốc tế (BIS) tại Basel, Thụy Sĩ.